# سيرغي غودونوف
سيرغي قسطنطينوفيتش غودونوف (بالروسية: Серге́й Константи́нович Годуно́в؛ من مواليد 17 يوليو 1929) أستاذ في معهد سوبوليف للرياضيات التابع للأكاديمية الروسية للعلوم في نوفوسيبيرسك، روسيا.